# Lumière Brasil
Lumière Pictures Brasil é uma distribuidora de filmes brasileira fundada por Bruno Wainer e Marc Beauchamps em 1989. É conhecida internacionalmente pela participação em trâmites contratuais e estratégicos de distribuição de filmes importantes na história do cinema brasileiro, como Cidade de Deus, Central do Brasil e Olga.

## História
Bruno Wainer, foi estagiário e diretor executivo em conjunto de nomes notórios na história do Cinema Novo, como Arnaldo Jabor, Ruy Guerra e Joaquim Pedro de Andrade. Wainer participou do desenvolvimento de 18 filmes até no fim dos anos 1980, quando seu amigo francês Marc Beauchamps, o contactou lançando a proposta para lançar filmes francês no circuito brasileiro. Neste período o cinema no Brasil estava enfrentando grandes quedas de produção, com o governo Fernando Collor fechando a produtora estatal Embrafilme, criada em 1969.
De imediato, Wainer aceita o convite de Beauchamps e viajou a França para conhecer o Festival de Cannes. Lá observaram os esquemas que envolve o processo de distribuição de um filme com os agentes de vendas, e conheceram o presidente da distribuidora Lumière France, com quem manteve contato. Wainer e Beauchamps então fecharam acordos e criaram uma subsidiária da Lumière no Brasil em 1989.
Em fevereiro de 1997, Lumière já havia lançado mais de 7 mil títulos de muitas nacionalidades no mercado brasileiro. Neste ano a distribuidora fechou um contrato com Icatu — um grupo que controla um dos quatro maiores bancos de investimento, o Icatu, uma grande corretora de seguros, Icatu Hartford, e a maior financeira do país, Fininvest, entre outros negócios. "É a união da nossa experiência na área de distribuição de filmes com a deles, que são feras da área financeira" arremata Bruno Wainer á Folha de S.Paulo. Com esta união, Lumière estaria com maiores subsídios e poder de compra nos momentos de fechamento de contratos para distribuição de filmes. Além disto, a nova distribuidora que estava se reformulando estaria iniciando outras negociações de contratos com Grupo Severiano Ribeiro, um dos maiores exibidores do Brasil, e Europa Vídeo, uma das três maiores distribuidoras independentes de filmes em home video. No fim destas grandes negociações, o primeiro filme a ser lançado pela "nova Lumière" foi O Paciente Inglês no mesmo ano.
Em meados de 2000, Lumière foi anexada a produção do filme Cidade de Deus de Fernando Meirelles, como distribuidora e co-produtora. A empresa foi responsável por toda a estratégia de distribuição do filme, bem como os contratos fechados com Miramax e Wild Bunch — distribuidoras internacionais.
No final de 2005, Bruno Wainer saiu da Lumière e, no mesmo ano fundou outra distribuidora independente, a Downtown Filmes, com o objetivo de distribuir apenas conteúdo brasileiro. Em julho de 2013, o francês sócio-fundador Marc Beauchamps foi acusado de tráfico internacional de drogas e se afastou da administração da distribuidora. Lumière se encontra há muito tempo sem distribuir nenhum filme, porém oficialmente está empregada com estatuto de ativa.